# Трёхпалый ленивец
Трёхпалый ленивец (лат. Bradypus tridactylus) — вид млекопитающих из семейства трёхпалых ленивцев.
Трёхпалый ленивец встречается только в тропических лесах северной части Южной Америки, в том числе в таких странах как Гайана, Суринам, Французская Гвиана, на западе Венесуэлы и Колумбии, и в Бразилии к северу от реки Амазонка.

## Описание
Трёхпалый ленивец достигает в длину 52 см, из которых 4 см приходится на хвост, и весит от 3,2 до 6 килограммов. Это неповоротливое животное, голова небольшая, со срезанной мордой, с твёрдыми губами и маленьким ртом, шея очень длинная. Хвост, сплюснутый по бокам, заметно выдаётся вперёд. Конечности довольно короткие и толстые, и вооружены тремя очень сплющенными по бокам серповидными когтями. Волосы на голове с пробором, направленное вниз, на других участках тела, наоборот, снизу вверх. В волосах часто поселяются одноклеточные зелёные водоросли, придающие шерсти животного буро-зелёный оттенок. Подошвы лап покрыты волосами.
Мех состоит из тонкого, короткого и густого волосяного подшёрстка, который и определяет настоящий окрас животного, и длинного, довольно гладкого, похожего на сено волосяного ости. По обеим сторонам спины, от плеч до хвоста, тянется широкая продольная полоса коричневого цвета. Остальной мех бледного рыжевато-серого цвета, на брюхе серебристо-серого. Над глазами в направлении висков проходит широкая белая полоса. Глаза окружены чёрно-бурым кольцом, и такая же полоска идет вниз от висков. Когти желтоватого или желтовато-бурого цвета. Их длина может достигать 7,5 сантиметров.
У трёхпалого ленивца, в отличие от большинства млекопитающих, 8—9 шейных позвонков. Шея очень подвижная, животные могут поворачивать голову на 270 градусов.
Зубная система трёхпалого ленивца состоит из 18 коренных зубов. Он не имеет резцов или клыков. Зубы ленивцев из-за отсутствия эмали имеют тёмный, практически чёрный цвет.
Ленивец характеризуется невысоким уровнем метаболизма — температура его тела может снижаться до 25 °C.
Глаза у него слабые и невыразительные. Несмотря на свои маленькие уши, трёхпалый ленивец имеет прекрасный слух. О его неразвитом чувстве прикосновения тоже известно. Про обоняние ничего сказать невозможно, только вкус можно считать в определённой степени развитым.
Довольно редко, обычно только вечером или рано утром, или же тогда, когда ленивец встревожен, можно услышать его голос. Он негромкий и состоит из тоскливых, длительных, высоких, коротких и резких звуков.

## Образ жизни
Обширные леса на влажных низинах являются основным местом обитания. Чем меньше населен и темнее лес, тем больше он привлекает внимание этих животных. Будучи настоящими древесными животными, они медленно перебираются с ветки на ветку. Они весьма неуклюже передвигаются по земле, чего не скажешь об их поведении на деревьях. Как и другие ночные животные, они проводят неподвижно целый день, а в сумерки уже бодрствуют, ночью путешествуют хотя и медленно, но не лениво.
Трёхпалый ленивец хорошо плавает, причём движется в воде гораздо быстрее, чем по веткам, держит голову высоко над водой. Чрезвычайно трудно оторвать ленивца от ветви, за которую он уцепился. Во время сна и отдыха трёхпалый ленивец ставит все четыре лапы одну рядом с другой, выгибает тело почти шаровидно и наклоняет голову к груди, однако к телу её не прижимает. В таком положении висит целый день на одном месте.
Насколько это животное не чувствительно к голоду и жажде, настолько же оно чувствительно к влаге и связанной с ней прохладе. При малейшем дожде он стремится спрятаться под кроной с густой листвой и даже прилагает в этот момент огромные усилия, которые не соответствуют его названию. В дождливую погоду ленивец все время сидит на одном месте, испытывая крайне неприятные ощущения от воды, которая стекает по нему.
Малокалорийная пища не обладает высокой питательностью, а значит и энергии от неё образуется не так уж много. Поэтому в часы бодрствования (9 часов в сутки) ленивцы передвигаются очень медленно и только в случае крайней необходимости — на соседнюю ветку или дерево за новой порцией еды. Ещё одним средством экономии энергии стало снижение температуры тела в ночное время. А с появлением солнца они пытаются отыскать местечко посветлее и потеплее, в надежде поднять свою температуру тела. Похожий процесс наблюдается и у пресмыкающихся.
Ленивцы могут выдержать падение с большой высоты и тяжелые травмы. Маленькие ленивцы цепляются не за дерево, а за шерсть матери. Иногда они падают и при этом могут погибнуть, так как мать может и не полезть вниз за своим детёнышем.
Когда-то считалось, что географически ареал трёхпалого ленивца ограничивается территорией, на которой растет цекропия, листьями которой он питается. Однако позже, после проведения тщательных исследований, выяснилось, что ленивцы живут на деревьях по крайней мере 96 видов, листья которых они употребляют в пищу. Такое ошибочное предположение было сделано потому, что цекропия имеет редкую крону, в которой люди чаще всего и замечали этих животных. Питается исключительно почками, молодыми побегами и плодами, а обильная роса, которую он слизывает с листьев, хорошо заменяет ему воду, которой хватает на деревьях. Желудок у ленивца многокамерный, приспособлен к перевариванию растительной пищи. Для опорожнения кишечника и мочевого пузыря трёхпалый ленивец ненадолго спускается на землю, но делает это очень редко — один раз в несколько дней. Это связано с тем, что пища проходит по пищеварительному тракту очень медленно, а мочевой пузырь способен растягиваться почти до диафрагмы.
Ленивцы не оставляют дерево, пока на нём есть корм. И только тогда, когда начинают испытывать недостаток пищи, решаются совершить путешествие. Медленно передвигаясь, они ищут место, где ветви других деревьев переплетаются с ветвями их дерева, и таким образом, цепляясь за сучья, перебираются на соседнее дерево.

## Размножение
Спаривание и роды у трёхпалого ленивца происходят на весу. Продолжительность беременности составляет около 6 месяцев. Единственный детёныш массой около 300 г появляется на свет хорошо сформированным. Примерно до 9-месячного возраста он держится у матери на груди, а размеров взрослого животного достигает в 2,5 года. Они достигают половой зрелости примерно в три года. Продолжительность жизни ленивцев в неволе составляет 20—30 лет.

## Враги
Нельзя сказать, что жизни трёхпалого ленивца угрожают хищники (ягуар, длиннохвостая кошка, орёл гарпия и анаконда). Благодаря жизни на деревьях, они избегают опасных для них врагов — млекопитающих. Кроме того, их мех в целом очень похож своей окраской на листья веток, на которых они неподвижно висят, как плоды на дереве, поэтому очень трудно найти ленивца, который спит. Впрочем, эти животные не такие уж безоружные, как может показаться на первый взгляд. На дереве до них, конечно, трудно добраться, но если ленивца застать врасплох на земле и попытаться поймать, то он довольно быстро перекинется на спину и хватает нападающего когтями. Сила его конечностей в любом случае немалая.

## Паразиты
Мех ленивца дает приют синезелёным водорослям и насекомым. Например, бабочка семейства огнёвок (Pyralidae) — Bradypodicola hahneli живёт в шерсти живых ленивцев. Вероятно, бабочки питаются кожными жировыми выделениями этих животных. Яйца бабочка откладывает в помёт ленивца, когда он спускается на землю. Гусеницы огнёвки живут в помёте и там превращаются в куколку. Подобный образ жизни ведут и другие виды огнёвок — Cryptoses choloepi, Cryptoses waagei, Cryptoses rufipictus, Bradyphila garbei.
Кроме того, в шерсти ленивца паразитируют 12 видов клещей: шесть видов клещей рода Amblyomma, три вида Macrocheles (Macrocheles impae, Macrocheles uroxys, Macrocheles lukoschusi) и три вида рода Liponissus (Liponissus inheringi, Lobalges trouessarti и Edentalges bradypus).
В шерсти ленивца также живут жуки-копрофаги из родов Trichilium и Uroxys. Колонии этих насекомых могут быть большими, у одного ленивца исследователи нашли 980 жуков. Они как и огнёвки откладывают яйца в помёт.

## Природоохранный статус
Местные жители потребляют мясо ленивцев, а из его жёсткой кожи изготавливают покрытия для седел. Длинные изогнутые когти идут на изготовление ожерелья.
Международный союз охраны природы предоставил виду статус «с наименьшим риском», учитывая его широкое распространение в чистых районах бассейна Амазонки и локально относительно большую численность. Оценка плотности популяции варьируется от 1,7 особей на км² во Французской Гвиане (Таубе и соавт. 1999) до 221 особей на км² в штате Манаус, Бразилия (Chiarello 2008).
Никаких серьёзных угроз выживанию вида по состоянию на 2013 год не известно. Вид живёт на многих природоохранных территориях. В Венесуэле сосуществует с людьми в некоторых парках и скверах в нескольких городах.